# Gioiosa Ionica
Gioiosa Ionica és un comune (municipi) de la Ciutat metropolitana de Reggio de Calàbria, a la regió italiana de Calàbria. A 1 de gener de 2019 la seva població era de 7.114 habitants.